# 臥せる探偵
『臥せる探偵』（ふせるたんてい、英: The Lying Detective）は、BBCが2017年に放送したドラマ『SHERLOCK』のシーズン4エピソード2である。
『瀕死の探偵』"The Adventure of the Dying Detective"（1913年）を原案としており、ホームズ兄妹の3人目に当たるユーラス・ホームズが初登場する。作品はプライムタイム・エミー賞でノミネートを受けた（→#評価）。

## あらすじ
シャーロック（演：ベネディクト・カンバーバッチ）は慈善家・実業家のカルヴァートン・スミス（演：トビー・ジョーンズ）を父に持つフェイス・スミスから依頼を受ける。彼女は、3年前に父から人殺し計画を明かされていた、という。しかし、このとき同時に投与されていた忘却剤により、肝心の対象である「誰か」の名前を思い出せないと言い、このことで人生が変わってしまったと訴える。これを苦にして自殺企図のあるフェイスをシャーロックは夜中散歩に連れだし、彼女の銃を取り上げて川に捨てる。シャーロックが銃と川からメアリーの死、そして赤ひげの幻覚に捕らわれている間に、フェイスは姿を消してしまう。その後シャーロックは、スミスが明かした計画は特定の「誰か」の名前ではなく、「誰でも(anyone)」であり、殺人行為を目的とするシリアルキラーだったとの結論に辿り着き、自説をTwitterで発表する。
フェイスとシャーロックの散歩から3週間後、妻メアリーを亡くしたばかりのジョン（演：マーティン・フリーマン）は、不眠症とメアリーの幻覚に悩まされ、娘を預けてセラピストの元に戻っていた。彼はシャーロックとも疎遠になっていたが、家主のハドスン夫人（演：ユーナ・スタッブス）が、薬物中毒になっていたシャーロックを無理矢理ジョンの元へ連れてくる。その後、セラピストの家へは、2週間前にシャーロックに指示されたというスミスの配下と、モリー（演：ルイーズ・ブリーリー）が現れる。シャーロックとジョンはスミスのCM撮影に付き合った後、彼が経営する病院へ向かう。シャーロックはスミスを追い詰めるため娘のフェイスを呼び出すが、病院のモルグへやってきた彼女は、彼が一夜を過ごした女性とは別人だった。この事態に混乱したシャーロックはスミスを襲おうとし、ジョンに制止されて彼の病院へ入院することになる。
シャーロックがひとり残された病室に、スミスが秘密の扉から入ってくる。スミスは病棟全体を、敬愛するH・H・ホームズに倣って「殺人病棟」に作り替えていた。一方ベーカー街221Bではマイクロフト（演：マーク・ゲイティス）による家宅捜索が行われており、ジョンはメアリー（演：アマンダ・アビントン）がシャーロックに残したビデオメッセージを見つける。ジョンはこれを見て病院へ駆けつけ、スミスに殺されかけたシャーロックをすんでのところで救出する。また、ジョンが持ち込んだ杖にはシャーロックによって盗聴器が隠されており、スミスの告白が録音されたことで彼は逮捕される。
スミスの逮捕後、ジョンはメアリーの死にシャーロックの責任は無いと断言する。直後、シャーロックの元にアイリーン・アドラーからメッセージが届き、ジョンは死んだはずだった彼女の生存を知る。彼女に返信したがらないシャーロックに、ジョンはチャンスはいつまでも無いと説教し、幻覚のメアリーへ自身の浮気を告白する。
ジョンが再びセラピストの元へ戻った後、シャーロックは偽フェイスから受け取ったメモに、モリアーティのメッセージだった "Miss me?"（意味：会いたかった？）との文字が書かれていることに気付く。彼女はジョンに、自分こそホームズ家3兄妹のひとり・ユーラス（演：シャーン・ブルック）だと明かし、ジョンの浮気相手のエリザベス、偽フェイスも全て自分の変装だったと明かす。ユーラスはジョンへ向けて銃を撃ち、物語はクリフハンガーとなる。

## キャストと日本語吹替
配役・吹替声優については以下を参照した。
- シャーロック・ホームズ - 演：ベネディクト・カンバーバッチ、声：三上哲
- ジョン・ワトスン - 演：マーティン・フリーマン、声：森川智之
- ハドスン夫人 - 演：ユーナ・スタッブス、声：谷育子
- レストレード警部補 - 演：ルパート・グレイヴス、声：原康義
- モリー・フーパー - 演：ルイーズ・ブリーリー、声：片岡身江
- メアリー・ワトスン - 演：アマンダ・アビントン、声：石塚理恵
- マイクロフト・ホームズ - 演：マーク・ゲイティス、声：木村靖司
- ビル・ウィギンズ - 演：トム・ブルック（英語版）、声：佐藤せつじ
- カルヴァートン・スミス - 演：トビー・ジョーンズ、声：後藤哲夫
- フェイス・スミス - 演：ジーナ・ブラムヒル（英語版）、声：黒川万由美
- コーニッシュ看護師 - 演：ケイティ・ウィックス（英語版）[9]
- レディ・スモールウッド[注釈 4] - 演：リンジー・ダンカン、声：寺田路恵
- エリザベス / ユーラス・ホームズ[注釈 5] - 演：シャーン・ブルック、声：園崎未恵

## スタッフ
- 脚本：スティーヴン・モファット
- 共同制作者：マーク・ゲイティス
- 監督：ニック・ハラン（英語版）[13][14][15][注釈 6]
- プロデューサー：スー・ヴァーチュー
- 音楽：デヴィッド・アーノルド / マイケル・プライス（英語版）
- 撮影監督：ネヴィル・キッド
- 美術監督：アーウェル・ウィン・ジョーンズ
- 編集：ヤン・マイルス
- エグゼグティブ・プロデューサー（PBS マスターピース）：レベッカ・イートン
- エグゼグティブ・プロデューサー（BBC）：ベサン・ジョーンズ
- 製作総指揮：スティーヴン・モファット / マーク・ゲイティス / ベリル・ヴァーチュー

## 原作との対比
原案は『瀕死の探偵』"The Adventure of the Dying Detective"（1913年）であり、悪役カルヴァートン・スミスの名前もここから取られている。2016年のコミコン・インターナショナルで発表されたキーワードの内、今作では「スミス」が登場する。
シャーロックがベーカー街221Bで銃を乱射しているシーンは『マスグレーヴ家の儀式』での描写に基づくものである。
スミスと共に彼の病院に入院する子どもたちを見舞うシャーロックは、「毒殺犯ブレシントン」の話を始めるが、ブレシントンは原作小説『入院患者』の依頼人の名前である。また同じシーンでは、「ドリアクリフ・ハウス」（英: Drearcliffe House、ラスボーン版ホームズ映画『恐怖の館』に登場）やオランウータンによる殺人（エドガー・アラン・ポーによる『モルグ街の殺人』）など、過去の作品へのオマージュとなる台詞が存在する。
ユーラスの名前が東風に由来することに対し、原作『最後の挨拶』の台詞「東の風が吹き出したよ、ワトスン君」との関連が指摘されているが、この台詞は『最後の誓い』でも引用されている。

## 設定・制作秘話
トビー・ジョーンズが悪役として登場することは比較的早くから公開され、彼の演じるカルヴァートン・スミスは、シリーズ史上「最もダークな」（英: darkest）な悪役と報じられた。スミスの人物造型については、イギリスの司会者で性犯罪を犯していたと報じられたジミー・サヴィルとの関連を指摘する声も多い。またスミス自身が言及するH・H・ホームズは、19世紀末のシカゴでホテルを経営し、宿泊客を殺したと伝わる連続殺人犯である。また彼はスウィーニー・トッドにも言及する。ここでスミスに関するニュースを報じているジャーナリストの名前「ハロルド・チョーリー」は、1968年に放送された『ドクター・フー』のエピソード "The Web of Fear" (en) の登場人物と同じである。また脚本のゲイティスは、スミスの病院に勤務する看護師で、ジョンのブログを批判するコーニッシュについて、コーンウォールの船頭がドイルに対し「大空白時代」後の話の書き方を批判した逸話に由来すると明かしている。

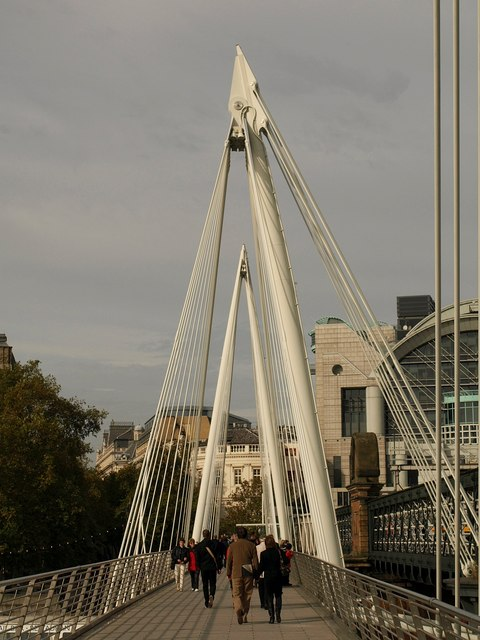
シャーロックと偽フェイスが共に歩くハンガーフォード橋

シャーロックがフェイスに扮したユーラスと散歩するシーンでは、ヘリコプターを見たフェイスが「ビッグ・ブラザーが見ているわ」と述べるが、この台詞は兄マイクロフトだけでなく、ジョージ・オーウェルの『1984年』も想起させると指摘されている。ロケには『死を呼ぶ暗号』にも登場したハンガーフォード橋が使われ、カンバーバッチとブルックが撮影に挑む様子が2016年6月に目撃されている。
ハイになったシャーロックがフラットを歩き回るシーンは、実際にセットを傾けて撮影されている。このシーンでシャーロックが話しているのは、『ヘンリー五世』からの引用であり、最後はドイルが『修道院屋敷』などで引用している "The game is afoot!"（意味：獲物が飛び出したぞ！）という台詞で締められる。また劇中登場するハドスン夫人の愛車は、アストンマーチンであることが明かされている。
ホームズ家としてマイクロフト、シャーロックに加え3人目の妹としてユーラスが登場したことには、シャーロックがジョンの姉を兄と取り違えて推理するシーンがある『ピンク色の研究』との対比ととらえる指摘もある。彼女の名前である「ユーラス」（英: Eurus）は、ギリシャ神話のアネモイである東風エウロスに由来している（但し、エウロスは男神である）。シーズン4ではシャーン・ブルックがユーラス・エリザベス（ジョンとバスで出会う女性）・ジョンのセラピスト・偽フェイスの全てを演じている。ブルックは当初ユーラスが扮する人物に対し別々のオーディションを受け、後から全てユーラスというひとつの役だったと聞かされ驚いたという。ブルックはまた、カンバーバッチがタイトルロールを演じた『ハムレット』でオフィーリアを演じていた人物でもある。脚本を担当するモファット・ゲイティスは、ホームズ兄弟に3人目となる妹を出すことに対し、『最後の誓い』撮影中から検討していたと答えている。
過去のシーズンでは、最終話がクリフハンガーで終わることが通例だったが（『大いなるゲーム』、『ライヘンバッハ・ヒーロー』、『最後の誓い』）、シーズン4では第2話がクリフハンガーとなった。
放送に先立ち、ベーカー街221Bやワトスン家のセット映像が公開された。また2017年1月10日には、BBC OneのTwitter公式アカウントで、シャーロックがアカウントを乗っ取ったという筋書きの謎解きイベントが行われた。

## 評価
作品は2017年1月8日にBBC Oneで放送された。全英で600万人が視聴し、視聴率は27.4%となったが、これは放送時点でシリーズ最低の数字だった。
『ガーディアン』紙のサム・ウォルフソンは監督のハランに賞賛を送り、ジョンが亡き妻メアリーの幻想を見るシーンの混乱や怒りを表したカメラワークを評価した。『アトランティック』のソフィー・ギルバートは、女性の描き方に不満が残った前話と、ハドスン夫人・ユーラスが活躍する今作とは正反対とする批評を発表した。『インディワイア』のケイト・ウェルシュは、作品に「A+」評価を付けた。"Vox" のエイジャ・ロマーノは、最近のエピソードはシャーロックのナルシシズムばかり見させられていたが、このエピソードでは慣れたテンポ感が戻ってきたと指摘している。一方で前シーズンまで見られていた華麗さや創意工夫は、今シーズンでは相変わらず鳴りを潜めているとも述べた。
2017年7月13日に発表されたプライムタイム・エミー賞のノミネートでは、カンバーバッチが限定シリーズ部門主演男優賞にノミネートされた他、作品本編がテレビ映画部門、スタッフが限定シリーズ・映画・スペシャル番組部門音響編集賞ならびに限定シリーズ・映画部門音響賞にノミネートされた。